# حكومة حماس في قطاع غزة
حكومة حماس في قطاع غزة هي إدارة عسكرية دفاعية تديرها حركة حماس بقيادة إسماعيل هنية في قطاع غزة، وقد تشكلت في المرة الأولى عام 2007 واستمرت حتى عام 2014 ومرة أخرى منذ عام 2016. غالباً ما يشار إلى حركة حماس باسم حكومة حماس في غزة.
في 25 يناير 2006 فازت حركة حماس بالانتخابات التشريعية الفلسطينية، حيث عين إسماعيل هنية رئيساً للوزراء، الذي أنشأ حكومة وحدة وطنية فلسطينية مع حركة فتح هذه الأخيرة التي انهارت فعلياً بعد صراع عنيف مع حماس فيما يعرف بالانقسام الفلسطيني، لكن رئيس السلطة الوطنية الفلسطينية محمود عباس رفض الحكومة التي تقودها حماس وعين سلام فياض رئيسا للوزراء في 14 يونيو 2007.
وعلى الرغم من أن السلطة الوطنية الفلسطينية الجديدة التي تتخذ من رام الله مقراً لها تمتد لتشمل عموم الضفة الغربية وقطاع غزة، إلا أنها أصبحت مقتصرة على مناطق الضفة الغربية، حيث لم تعترف حماس بها واستمرت في الحكم في قطاع غزة.
واعتبرت كلتا الإدارتين (سواء حكومة فتح في رام الله أو حكومة حماس في غزة) نفسها الحكومة الشرعية الوحيدة للسلطة الوطنية الفلسطينية. غير أن المجتمع الدولي ومنظمة التحرير الفلسطينية اعترفا بإدارة رام الله فقط كحكومة شرعية.

## التاريخ

### تمهيد للانقسام
بدأ الصراع بين فتح وحماس يتصاعد عندما فازت حماس بالانتخابات التشريعية الفلسطينية في يناير/كانون الثاني 2006. وطالبت إسرائيل واللجنة الرباعية حول الشرق الأوسط، التي تضم الولايات المتحدة والاتحاد الأوروبي وروسيا والأمم المتحدة، بأن تقبل حكومة حماس الجديدة كافة الاتفاقيات السابقة، وتعترف بحق إسرائيل في الوجود، وتنبذ العنف. وعندما رفضت حماس، قطعت المساعدات عن السلطة الفلسطينية التي فرضتها إسرائيل والولايات المتحدة ودول أخرى على السلطة الوطنية الفلسطينية.
اندلع صراع كبير في غزة في ديسمبر/كانون الأول 2006، عندما حاولت السلطة التنفيذية لحماس أن تحل محل الشرطة الفلسطينية باعتبارها السلطة الرئيسية في غزة.
وفي 8 فبراير/شباط 2007، أسفرت المفاوضات التي رعتها السعودية في مكة عن اتفاق بشأن حكومة وطنية فلسطينية. ووقع الاتفاق عن حركة فتح محمود عباس وعن حركة حماس خالد مشعل. ودعت الحكومة الجديدة إلى تحقيق الأهداف الوطنية الفلسطينية التي أقرها المجلس الوطني الفلسطيني، وبنود القانون الأساسي ووثيقة المصالحة الوطنية ("وثيقة الأسرى")، بالإضافة إلى قرارات القمة العربية.
في مارس 2007، وافق المجلس التشريعي الفلسطيني على تشكيل حكومة وحدة وطنية بأغلبية 83 صوتًا مقابل 3. وأدى وزراء الحكومة اليمين أمام عباس، رئيس السلطة الوطنية الفلسطينية، في مراسم أقيمت في غزة ورام الله. وفي يونيو/حزيران من ذلك العام، سيطرت حماس على قطاع غزة من حكومة الوحدة الوطنية بعد طرد فتح.
في 14 يونيو 2007، أعلن عباس حل حكومة الوحدة السابقة وأعلن حالة الطوارئ. وأقال إسماعيل هنية من منصب رئيس الوزراء وعين سلام فياض مكانه وكلفه بمهمة تشكيل حكومة جديدة. ومع ذلك، رفضت حماس مرسوم عباس وقالت إن حكومة إسماعيل هنية ستبقى في السلطة، وستستمر في العمل كحكومة للسلطة الوطنية الفلسطينية.

### يونيو 2007 - حكومة حماس

#### الاستيلاء عليها من قبل حماس
ومع سيطرة حماس على قطاع غزة وسيطرة حركة فتح على الضفة الغربية، كانت هناك حكومتان بحكم الأمر الواقع في الأراضي الفلسطينية، تدعي كل منهما أنها الحكومة الشرعية للشعب الفلسطيني. في 14 يونيو 2007، أقال عباس حكومة السلطة الفلسطينية التي تهيمن عليها حماس في مارس 2007، لكن هنية رفض قبول الإقالة وأعلن تشكيل حكومة حماس جديدة في يونيو 2007، حيث أطاحت فتح بالوزراء المقيمين في الضفة الغربية في الحكومة الفلسطينية.
وأمر قائد الشرطة الفلسطينية كمال الشيخ رجاله في قطاع غزة بعدم العمل أو الانصياع لأوامر حماس. ومع ذلك، فر العديد من أعضاء فتح من قطاع غزة إلى الضفة الغربية، واقتحم مسلحو فتح المؤسسات التي تقودها حماس في الضفة الغربية بعد معركة غزة.
وقال النائب الفلسطيني صائب عريقات إن السلطة الفلسطينية ليس لها سيطرة رسمية على قطاع غزة. وتبادلت حماس وفتح الاتهامات بالانقلاب، مع عدم اعتراف أي منهما بسلطة الحكومة الأخرى.
ولم تعترف الولايات المتحدة، والاتحاد الأوروبي، وإسرائيل بحكومة حماس، ولكنها تدعم حكومة الرئيس الفلسطيني محمود عباس ورئيس الوزراء سلام فياض في الضفة الغربية. ودعت جامعة الدول العربية جميع الأطراف إلى وقف القتال وإعادة الحكومة إلى وضعها قبل معركة غزة، والتي ستكون حكومة الوحدة الوطنية عام 2007 وليست حكومة السلطة الفلسطينية الجديدة التي عينها عباس. وقال مساعد وزير الخارجية الأمريكي شون ماكورماك إنه على الرغم من أن الولايات المتحدة لا تعترف رسميا بحكومة حماس، إلا أنها تحملها "المسؤولية الكاملة عن قطاع غزة".
في 16 يونيو 2007، أعلن هنية أن سعيد فانونا (الجنرال الرسمي في فتح والذي نأى بنفسه في الواقع عن عباس) هو رئيس الأمن الجديد في قطاع غزة، معتبرا إياه "قيادة شرطة أعلى" من قائد شرطة الضفة الغربية كمال الشيخ من فتح.

#### الصراعات الداخلية والخارجية
بعد الانقسام بين الطرفين الفلسطينيين، ظلت الضفة الغربية هادئة نسبيًا، لكن قطاع غزة كان مسرحًا لصراع مستمر بين حماس ومختلف الفصائل الأخرى المعارضة لإسرائيل، وكان الصراع الأبرز هو حرب غزة 2008-2009.
وفي عام 2009، أعلن رجل دين سلفي متطرف قيام "إمارة إسلامية" في غزة، متهماً حماس بالفشل في تطبيق الشريعة الإسلامية بالكامل. أدى التطرف في قطاع غزة ومحاولة تقويض سلطة حماس إلى حملة شنتها حماس عام 2009 ضد جند أنصار الله، وهي جماعة تابعة لتنظيم القاعدة، استمرت يومين وأسفرت عن مقتل 22 شخصًا. أشارت التقارير في مارس 2010 إلى أن أحمد الجعبري وصف الوضع الأمني في غزة بأنه يتدهور، وأن حماس بدأت تفقد السيطرة. ومع ذلك، واصلت حماس ممارسة السلطة.
وفي أبريل/نيسان 2011، شنت حماس حملة قمع أخرى، هذه الحملة ضد جماعة سلفية ورد أنها متورطة في مقتل فيتوريو أريغوني.
وفي مارس 2019، شهدت غزة احتجاجات واسعة النطاق، مما يعكس عدم الرضا عن الظروف المعيشية القاسية، والتي اتسمت بارتفاع معدل البطالة بين الشباب إلى 70%. وكان حجم وكثافة الاحتجاجات غير مسبوقة منذ تولت حماس السيطرة الكاملة على غزة في عام 2007. ورداً على ذلك، اتخذت حماس إجراءات قاسية: حيث تعرض العشرات من الأفراد، بمن فيهم الناشطين والصحفيين والعاملين في مجال حقوق الإنسان، للضرب والاعتقال والمداهمات المنزلية.

#### خلال الربيع العربي
أشادت حماس بالربيع العربي، لكن مكاتبها في دمشق تأثرت بشكل مباشر بالحرب الأهلية السورية. وفي نهاية المطاف، انتقل زعيم حماس خالد مشعل إلى الأردن، وبدأت حماس تنأى بنفسها عن الحكومة السورية على خلفية الحرب الأهلية السورية. قد يكون إخلاء مكاتب حماس من دمشق هو السبب الرئيسي وراء اتفاق الدوحة الذي وقعه عباس ومشعل، ولكن قيل أيضاً أن ذلك تم بسبب الخلاف بين حكومة حماس في غزة ومكتب حماس الخارجي بقيادة مشعل وفي الأساس، لا تعكس اتفاق الدوحة أي مصالحة حقيقية بين فصائل حكومة حماس.
في أعقاب أحداث الثورة المصرية عام 2011، وما تلاها من انتخاب رئيس إسلامي في مصر، تحسنت علاقات حماس مع مصر، وفي عام 2012 خففت مصر متطلبات الحصول على تصريح للفلسطينيين من غزة الذين يدخلون عبر معبر رفح. وفي تموز/يوليه 2012، انتشرت تقارير تفيد بأن حكومة حماس تدرس إعلان استقلال قطاع غزة بمساعدة مصر.

### سبتمبر 2012 حكومة حماس
في سبتمبر 2012، أعلن إسماعيل هنية، رئيس حكومة حماس في غزة، عن تعديل وزاري، حيث عين سبعة وزراء جدد من بينهم وزير مالية جديد. وقال هنية إن التعديل الوزاري هو "إجراء طبيعي بعد نحو ست سنوات من العمل الذي قام به بعض الوزراء ومن أجل تحقيق أهداف محددة للفترة الحالية". وقال هنية إنه أرجأ إجراء التعديل الوزاري عدة مرات لإتاحة الوقت لإنجاح عملية المصالحة بين فتح وحماس. ويحاول الجانبان منذ أشهر تنفيذ شروط اتفاق المصالحة الذي وصل إليه في نيسان/أبريل 2011، ولكن يبدو أنهما لم يقتربا من تحقيق حكومة توافقية مؤقتة أو الانتخابات التشريعية والرئاسية التي نص عليها الاتفاق. جاء ذلك بعد تعيين حكومة فتح الجديدة في الضفة الغربية في مايو 2012، في خطوة أثارت غضب حكومة حماس في غزة، التي انتقدت قرار تشكيل حكومة جديدة، واتهمت السلطة الفلسطينية التي يرأسها عباس وحركة فتح التي يرأسها بالتخلي عن المصالحة.

### إدارة حماس 2016
حكومة حماس 2016 هي ثالث حكومة أمر واقع لحماس في قطاع غزة منذ سيطرة حماس على قطاع غزة في عام 2007. أعلن يوم 17 أكتوبر 2016 أن اللجنة الإدارية العليا، المسؤولة عن تسيير وزارات غزة، أجرت تعديلاً وزارياً في الوزارات العاملة، وتغيير مناصب 16 نائب وزير ومدير عام في المؤسسات الحكومية. وتتكون الإدارة الجديدة من نواب الوزراء والمديرين العامين وغيرهم من المسؤولين رفيعي المستوى، غير المرتبطين مباشرة بإدارة رام الله. تم التكهن في البداية بأن حكومة حماس عام 2016 كانت محاولة لإعادة إسماعيل هنية إلى السيطرة الكاملة على قطاع غزة. وكجزء من التغييرات الحكومية، إلغيت وزارة التخطيط.
وفقًا لبعض الآراء، خلفت حكومة حماس الثالثة بحكم الأمر الواقع حكومة الوحدة الوطنية الفاشلة لعام 2014، والتي أعاد الرئيس الفلسطيني محمود عباس تشكيلها في يوليو 2015 دون موافقة حماس وأعلنت حماس انتهاء صلاحيتها في 19 أكتوبر 2016. وقال "التحالف من أجل النزاهة والمساءلة – أمان" إن تشكيل هذه اللجنة كان بمثابة إعلان عن حكومة جديدة في قطاع غزة. قال يوسف محمود، المتحدث باسم حكومة الوفاق الفلسطينية، إن كل إجراء يتم في غزة دون موافقة حكومة الوفاق هو غير شرعي وغير معترف به من قبل حكومة رام الله. يرى إسماعيل هنية، رئيس وزراء حكومتي 2007 و2012 بقيادة حماس، أن الحكومة التي تهيمن عليها فتح في رام الله عام 2015 غير شرعية. وتمارس حكومة حماس في عام 2016 حكم الأمر الواقع على قطاع غزة، بدعم من المجلس التشريعي الفلسطيني، الذي يهيمن عليه أعضاء حماس.
في مارس/آذار 2017، أعربت الحكومة التي تهيمن عليها فتح في الضفة الغربية عن قلقها من قيام حماس بترقية إدارة غزة إلى "حكومة ظل كاملة". علاوة على ذلك، في أبريل ومايو 2017، تعهد عباس باتخاذ إجراءات غير مسبوقة لإنهاء الانقسام – خفض 30-50٪ من موظفي الإدارة الفلسطينية في قطاع غزة، وتعليق المساعدة الاجتماعية لـ 630 أسرة ومنع مرضى السرطان في غزة من الوصول إلى العلاج في القدس أو المستشفيات الإسرائيلية. بالإضافة إلى ذلك، توقفت حكومة رام الله عن دفع فواتير الكهرباء في غزة لإسرائيل، وفي 28 أبريل/نيسان، وافق عباس على التقاعد المبكر لـ 35 ألف عسكري في غزة (بتمويل أصلي من إدارة رام الله) وخفض المساعدات المالية لسجناء حماس السابقين.
في 14 يونيو 2021، أعلنت حماس أن عصام الدعاليس هو رئيس الوزراء الجديد لحكومة حماس في غزة، خلفًا لمحمد عوض الذي استقال بعد عامين في المنصب. وكانت السلطة الفلسطينية أعربت في وقت سابق عن معارضتها لتشكيل حكومة حماس في قطاع غزة. وفي عام 2017، أعلنت حماس قرارها بحل اللجنة الإدارية التي شكلتها كحكومة أمر واقع في قطاع غزة، والتي اتخذتها لتعزيز المصالحة مع السلطة الفلسطينية.

### حرب إسرائيل وحماس 2023
بعد اندلاع الحرب بين إسرائيل وحماس عام 2023 والغزو الإسرائيلي لقطاع غزة في أوائل نوفمبر 2023، ضعفت سيطرة حماس الكاملة على قطاع غزة مع استمرار القوات الإسرائيلية في التقدم. في 6 يناير 2024، أعلنت الحكومة الإسرائيلية أنه قضى على حكم حماس الفعلي في الجزء الشمالي من قطاع غزة بسبب التقدم العسكري الإسرائيلي. بحلول 18 يناير، أعلن الجيش الإسرائيلي أن حماس بدأت في إعادة بناء جيوشها في الأجزاء المحتلة من شمال غزة. وكان الجيش الإسرائيلي قد ذكر في وقت سابق أن هذه الجيوش قد جُردت من قدراتها العسكرية، ولكن بحلول 18 يناير/كانون الثاني، استعادت القوة القتالية للعديد من الكتائب بشكل كبير. وحدث بعض التغيير اعتبارًا من أواخر يناير/كانون الثاني 2024 فصاعدًا، حيث أفادت التقارير أن حماس تمكنت من إحياء بعض قدراتها الحاكمة في أجزاء من مدينة غزة التي انسحبت منها القوات الإسرائيلية.
وفي الوقت نفسه، بدأ مستوى معين من التخطيط للحكم المستقبلي بعد تلك الحرب من قبل الحكومتين الإسرائيلية والأمريكية. وفي أواخر ديسمبر/كانون الأول 2023، اقترحت الحكومة المصرية إنشاء إدارة فلسطينية تكنوقراطية مؤقتة لقطاع غزة حتى إجراء انتخابات تشريعية فلسطينية جديدة. وفي أواخر فبراير/شباط 2024، قدمت الحكومة الإسرائيلية خطتها الرسمية الأولى للسيطرة المستقبلية على قطاع غزة.

## الحكومة والسياسة
في عام 2006، فازت حماس في الانتخابات التشريعية الفلسطينية عام 2006 وتولت السيطرة الإدارية على قطاع غزة والضفة الغربية. وفي عام 2007، قادت حماس انتصاراً عسكرياً على فتح، الحزب الوطني الفلسطيني العلماني، الذي كان يهيمن على السلطة الوطنية الفلسطينية. ونتيجة لذلك، أعلن الرئيس الفلسطيني محمود عباس حالة الطوارئ وأطلق سراح إسماعيل هنية رئيس وزراء حماس، وهي خطوة لم تعترف بها حركة حماس، التي واصلت بحكم الأمر الواقع سيطرتها الإدارية والعسكرية على قطاع غزة، بينما شكلت حكومة أخرى في الضفة الغربية التي تسيطر عليها السلطة الوطنية الفلسطينية بهيمنة فتح.
إن كلا النظامين ـ حكومة رام الله وحكومة غزة ـ يعتبران نفسيهما الحكومة الشرعية الوحيدة للسلطة الوطنية الفلسطينية. وقد أسفرت المفاوضات التي جرت بوساطة مصرية نحو المصالحة بين فتح وحكومة حماس عن اتفاق مبدئي، من المقرر تنفيذه بحلول مايو/أيار 2012 في انتخابات مشتركة. حتى الآن، ترتبط حكومة حماس والتي تدير قطاع غزة بشكل مستقل، اقتصاديًا فقط بالسلطة الوطنية الفلسطينية التي تتخذ من رام الله مقراً لها.

تدير حماس ثلاث منظمات أمنية داخلية: جهاز الأمن العام، والمخابرات العسكرية، وجهاز الأمن الداخلي. جهاز الأمن العام هو جزء رسمي من الذراع السياسي لحماس ويعمل على قمع المعارضة. المخابرات العسكرية مكرسة للحصول على معلومات حول إسرائيل، وجهاز الأمن الداخلي هو جزء من وزارة الداخلية. وذكرت صحيفة نيويورك تايمز أن جهاز الأمن العام وظف 856 شخصا قبل حرب 2023.

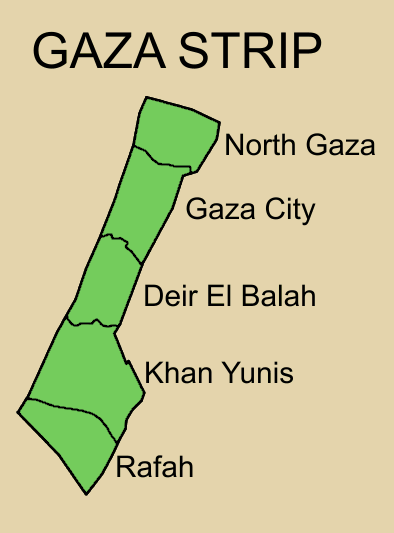
خريطة جغرافية لقطاع غزة

### هيكل الإدارة
تتكون محافظات قطاع غزة من خمس مناطق إدارية:
- محافظة دير البلح
- محافظة غزة
- محافظة خانيونس
- محافظة شمال غزة
- محافظة رفح

بعد توقيع اتفاقيات أوسلو عام 1993، قسمت الأراضي الفلسطينية في الضفة الغربية وقطاع غزة إلى ثلاث مناطق (المنطقة أ، المنطقة ب، المنطقة ج) و16 محافظة خاضعة لسلطة السلطة الوطنية الفلسطينية. وفي عام 2005، انسحبت إسرائيل من قطاع غزة، وقامت بتوسيع الأراضي الفلسطينية الخاضعة للإدارة الفلسطينية في تلك المنطقة. وفي عام 2007، وفي أعقاب حرب الأخوة في قطاع غزة بين فتح وحماس، سيطرت الأخيرة على المنطقة وطردت جميع مسؤولي السلطة الفلسطينية المحسوبين على فتح. ومنذ ذلك الحين قامت بإدارة المقاطعات الخمس، بما في ذلك ثماني مدن.

### حماية
بعد أن واجهت حماس عدداً كبيراً من البلدات أو العشائر المؤيدة لفتح ونزعت سلاحها، أصبحت تحتكر تقريباً الأسلحة داخل غزة. ومع ذلك، في مارس 2010، وصف أحمد الجعبري الوضع الأمني في غزة بأنه يتدهور، وقال إن حماس بدأت تفقد السيطرة. في يونيو/حزيران 2011، نشرت الهيئة المستقلة لحقوق الإنسان تقريرا تضمنت نتائجه أن الفلسطينيين في الضفة الغربية وقطاع غزة تعرضوا في عام 2010 إلى "حملة شبه منهجية" من انتهاكات حقوق الإنسان من قبل إدارتي رام الله وحماس، كما وكذلك من قبل السلطات الإسرائيلية، حيث تتحمل قوات الأمن التابعة لحكومة رام الله وحماس المسؤولية عن التعذيب والاعتقالات والاحتجاز التعسفي.
وجد تقرير صدر عام 2012 من قبل ناثان ج براون تزايد الإجراءات الاستبدادية في إدارة قطاع غزة، مع منع أحزاب المعارضة من القيام بأنشطتها العامة. ووجد براون أن حكومة حماس تتبنى بشكل متزايد التوجهات التي شهدتها الإدارات السابقة من قبل حركة فتح المنافسة، التي حكمت الضفة الغربية. وقد خضعت الأحزاب التابعة لفتح، فضلاً عن المنظمات غير الحكومية التابعة لها، لضوابط أكثر صرامة. إحدى هذه المنظمات غير الحكومية، منتدى شارك الشبابي، أُغلق في عام 2010. وطلب المنسق المقيم للأمم المتحدة ومنسق الشؤون الإنسانية في الأراضي الفلسطينية المحتلة من حماس إعادة النظر في حل تلك المنظمة غير الحكومية.
وفي يونيو/حزيران 2013، ونتيجة للضغوط المصرية، نشرت حماس قوة قوامها 600 جندي لمنع إطلاق الصواريخ من غزة على إسرائيل. وأظهرت الأشهر التالية انخفاضا كبيرا في عدد الصواريخ التي إطلقت على إسرائيل. لكن في فبراير/شباط 2014، قامت حماس بإزالة معظم القوة المضادة للصواريخ التي نشرتها لمنع الهجمات عبر الحدود على إسرائيل. من المرجح أن يتم تفسير هذا التحرك من قبل حماس على أنه ضوء أخضر لإطلاق النار على إسرائيل من قبل مختلف فصائل المقاومة الفلسطينية الأخرى في غزة، مثل حركة الجهاد الإسلامي في فلسطين، التي نفذت ما يزيد عن 60 هجومًا صاروخيًا على جنوب إسرائيل في يوم واحد وهو 12 مارس 2014. وفي أعقاب حادثة إطلاق الصواريخ على إسرائيل، والحوادث العديدة الأخرى التي تلت ذلك، حذرت إسرائيل من أنها قد تغزو غزة إذا لم تتوقف الهجمات.
مع استمرار المزيد من الهجمات الصاروخية، اتخذت إسرائيل إجراءات في صيف عام 2014 من خلال تنفيذ غزو مؤقت لقطاع غزة، قُتل خلاله أكثر من 800 من أعضاء حماس على يد الجيش الإسرائيلي (وفقًا لمركز المعلومات الاستخباراتية والإرهاب الإسرائيلية) تجدر الإشارة إلى أن إحصائيات الضحايا في الصراعات بين غزة وإسرائيل عادة ما تكون نقاش وجدل (يتناول الأخير تحليل أرقام الضحايا في الصراع الذي دار في غزة في عامي 2008-2009). وجاء ذلك بمثابة ضربة قوية لحماس ولدعمها في قطاع غزة. كما أدى ظهور فصيل حديث من تنظيم الدولة الإسلامية في العراق والشام (لم يتم تأكيده رسميًا بعد) داخل القطاع إلى زيادة المخاوف الأمنية بين مسؤولي حماس، في أعقاب الدفاع غير الناجح عن القطاع ضد عملية الجرف الصامد الإسرائيلية. في 31 مايو 2015، أعلن فرع تنظيم الدولة الإسلامية، الذي يطلق على نفسه أيضًا اسم " لواء الشيخ عمر حديد "، مسؤوليته عن اغتيال قائد رفيع المستوى في حماس، الذي انفجرت سيارته عندما انفجرت قنبلة على متنها.
يعمل جهاز الأمن العام، وهو جزء رسمي من حزب حماس السياسي، على غرار هيئة حكومية داخل غزة. وتحت الإشراف المباشر لزعيم حماس يحيى السنوار، قوم الجهاز بمراقبة مكثفة للفلسطينيين، وجمع ملفات عن أفراد مختلفين بما في ذلك الصحفيون ومنتقدو الحكومة. تعتمد قوة الشرطة السرية هذه على شبكة من المخبرين وتستخدم أساليب مثل الرقابة والمراقبة للحفاظ على السيطرة. قبل صراع عام 2023 مع إسرائيل، ورد أن الوحدة كانت لديها ميزانية شهرية قدرها 120 ألف دولار وكانت تتألف من 856 فردًا، بما في ذلك أكثر من 160 فردًا مدفوع الأجر لنشر دعاية حماس وتنفيذ هجمات عبر الإنترنت ضد المعارضين.
تشمل هيئات الأمن الداخلي القوية الأخرى في غزة الاستخبارات العسكرية، التي تركز على إسرائيل، وجهاز الأمن الداخلي، وهو ذراع وزارة الداخلية.

### المالية والاقتصاد
أعلنت حماس عند استيلائها على السلطة أنها سترفض احترام الاتفاقيات الدولية السابقة بين الحكومة الفلسطينية وإسرائيل. ونتيجة لذلك، قطعت الولايات المتحدة والاتحاد الأوروبي المساعدات عن قطاع غزة، ونفذت إسرائيل واللجنة الرباعية للشرق الأوسط إجراءات اقتصادية عقابية ضد قطاع غزة. إن إسرائيل تعتبر حماس منظمة إرهابية، وقد مارست ضغوطاً على حماس للاعتراف بإسرائيل، ونبذ العنف، والوفاء بالاتفاقيات السابقة. وقبل الانسحاب الإسرائيلي، كان 120 ألف فلسطيني من غزة يعملون في إسرائيل أو في مشاريع مشتركة. وبعد الانسحاب الإسرائيلي، انخفض الناتج المحلي الإجمالي لقطاع غزة. وأغلقت الشركات الإسرائيلية، وانقطعت علاقات العمل، وجفّت فرص العمل في إسرائيل.
وفي أعقاب استيلاء حماس على السلطة في عام 2007، أظهرت القوى الدولية الرئيسية، بما في ذلك الاتحاد الأوروبي والولايات المتحدة وإسرائيل، دعمًا علنيًا لإدارة فتح الجديدة بدون حماس. قام الاتحاد الأوروبي والولايات المتحدة بتطبيع العلاقة مع السلطة الوطنية الفلسطينية واستأنفا المساعدات المباشرة. أعلنت إسرائيل أنها ستعيد عائدات الضرائب المجمدة التي تبلغ حوالي 800 مليون دولار أمريكي إلى إدارة فتح الجديدة. كما فرضت إسرائيل حصارًا بحريًا على قطاع غزة الذي تسيطر عليه حماس، مما ضمن عدم احتواء واردات البحر الأبيض المتوسط من السلع إلى القطاع على أي نوع من الأسلحة. توقفت السياسة البحرية، ثم أعيد إطلاقها في أوائل عام 2014، عندما استولى الجيش الإسرائيلي على شحنة أسلحة. عطلت هذه الخطوة حماس من القيام بمزيد من الاستثمارات في تجارة الأسلحة مع إيران، وغيرها من الجماعات المدعومة من إيران مثل حزب الله في لبنان.
وعلى الرغم من الحصار النشط (الذي ادعى كثيرون أنه يقيد أيضًا التجارة غير المرتبطة بالأسلحة، مثل إمدادات الغذاء)، قال زعيم حماس محمود الزهار، متحدثًا في عام 2012، إن الوضع الاقتصادي في غزة قد تحسن وأصبحت غزة تعتمد على نفسها "في عدة جوانب باستثناء البترول والكهرباء". وقال الزهار إن الظروف الاقتصادية في غزة أفضل من تلك الموجودة في الضفة الغربية. ومع ذلك، اعتبر الكثيرون مثل هذه التصريحات دعاية سياسية، وكان من الممكن أن تهدف إلى التقليل من النجاحات الاقتصادية لحزب فتح السياسي المنافس في الضفة الغربية، في وقت أصبحت فيه التوترات بين الحزبين شديدة بشكل خاص.

### أزمة الوقود 2012
تحصل غزة بشكل عام على وقود الديزل من إسرائيل، لكن في عام 2011، بدأت حماس بشراء وقود أرخص من مصر، وجلبه عبر شبكة من الأنفاق، ورفضت شرائه من إسرائيل.
في أوائل عام 2012، وبسبب الخلاف الاقتصادي الداخلي بين السلطة الفلسطينية وحكومة حماس في غزة، وانخفاض الإمدادات من مصر من خلال التهريب عبر الأنفاق، ورفض حماس شحن الوقود عبر إسرائيل، انزلق قطاع غزة إلى أزمة وقود، مما أدى إلى انقطاعات طويلة ومتزايدة للكهرباء وتعطل النقل. حاولت مصر وقف استخدام الأنفاق لتوصيل الوقود المصري الذي تشتريه السلطات الفلسطينية، وخفضت بشدة الإمدادات عبر شبكة الأنفاق. ومع تفاقم الأزمة، سعت حماس إلى تجهيز محطة رفح بين مصر وغزة لنقل الوقود، ورفضت قبول الوقود الذي يتم تسليمه عبر معبر كرم أبو سالم بين إسرائيل وغزة.
وفي منتصف شهر فبراير/شباط، ومع تصاعد الأزمة، رفضت حماس اقتراحاً مصرياً بإدخال الوقود عبر معبر كرم أبو سالم بين إسرائيل وغزة لإعادة تشغيل محطة توليد الكهرباء الوحيدة في غزة. وقد رفض أحمد أبو العامرين من هيئة الطاقة التي تديرها حماس ذلك على أساس أن المعبر تديره إسرائيل ومعارضة حماس الشديدة لوجود إسرائيل. ولا تستطيع مصر شحن وقود الديزل إلى غزة مباشرة عبر معبر رفح، لأن ذلك يقتصر على حركة الأفراد.
وفي أوائل شهر مارس/آذار، صرح رئيس سلطة الطاقة في غزة بأن مصر ترغب في نقل الطاقة عبر معبر كرم أبو سالم، لكنه رفض شخصياً مرورها عبر "الكيان الصهيوني" (إسرائيل)، وأصر على أن تقوم مصر بنقل الوقود عبر معبر رفح. رغم أن هذا المعبر غير مجهز للتعامل مع نصف مليون لتر يحتاجها يومياً.

في أواخر شهر مارس/آذار، بدأت حماس في عرض سيارات مشتركة تابعة لحماس لنقل الناس إلى أعمالهم. وبدأ العديد من سكان غزة يتساءلون كيف تحصل هذه المركبات على الوقود، حيث لم يعد الديزل متوفرًا على الإطلاق في غزة، ولم يعد من الممكن استخدام سيارات الإسعاف، لكن مسؤولي حكومة حماس ما زالوا لديهم وقود لسياراتهم. وقال العديد من سكان غزة إن حماس صادرت الوقود الذي تحتاجه من محطات البنزين واستخدمته حصريًا لأغراضها الخاصة.
ورد مواطن آخر من رفح: كلام عاري أكثر عن أزمة الصحة في رفح وأكثر استغلالا في سواق رفح، فيما رد الآخر بحدة أكثر، فقال: 'أتمنى يا رب تحكي قصة الشيخ عيد من أي جهة أتت هذه الحافلات؟، هل كانت قوة الحافلات هي تغيير اللون وطباعة الأسماء والشركات المزورة، شركة طيبة، شركة إيلياء، الجمعية الإسلامية، وكذلك تتم مصادرة السولار من المحطات والأنفاق والتجار، ومن ثم تنظيم حملة باسم حماس للتخفيف عن المواطنين، ولكن الجميع يعرف قصة حافلات السولار وقصة محاولة فاشلة لتحسين صورة حماس.
ووافقت مصر على توفير 600 ألف لتر من الوقود إلى غزة يومياً، لكن لم يكن لديها طريقة لتسليمها توافق عليها حماس. بالإضافة إلى ذلك، أدخلت إسرائيل عددًا من البضائع والمركبات إلى قطاع غزة عبر معبر كرم أبو سالم، بالإضافة إلى الديزل العادي المخصص للمستشفيات. كما قامت إسرائيل بشحن 150 ألف لتر من الديزل عبر المعبر، دفع ثمنها الصليب الأحمر.
وفي نيسان/أبريل 2012، حلت المشكلة حيث وفرت كميات معينة من الوقود بمشاركة الصليب الأحمر، بعد التوصل إلى اتفاق بين السلطة الفلسطينية وحماس. ونقل أخيرًا الوقود عبر معبر كرم أبو سالم الإسرائيلي.

### الاحتجاجات الاقتصادية
في مارس 2019، اندلعت سلسلة من الاحتجاجات الاقتصادية ضد حماس ردًا على الزيادات الضريبية بسبب الحصار الإسرائيلي المصري على قطاع غزة والضغوط المالية من السلطة الفلسطينية. واستخدم المتظاهرون شعار "نريد أن نعيش". وردت حماس باعتقال وضرب الأشخاص (بمن فيهم الصحفيون والعاملون في مجال حقوق الإنسان)، وكذلك بمداهمة المنازل. في يوليو/تموز وأغسطس/آب 2023، خرج آلاف الفلسطينيين في قطاع غزة إلى الشوارع للاحتجاج على انقطاع التيار الكهربائي المزمن، وسوء الظروف الاقتصادية في القطاع، وفرض حماس ضرائب على رواتب الفقراء التي تدفعها قطر. وكانت مسيرات عام 2023، التي نظمتها حركة شعبية على الإنترنت تسمى "الفيروس الساخر"، بمثابة عرض علني نادر للسخط ضد حكومة حماس الحاكمة. وتمنع حماس معظم المظاهرات والعروض العامة للتعبير عن السخط. هاجمت شرطة حماس واحتجزت الصحفيين الذين حاولوا تغطية الاحتجاجات،  وقُتل متظاهر واحد على الأقل.

### المساعدات الدولية

#### التعاون الإسرائيلي
وفي يناير/كانون الثاني وفبراير/شباط 2011، أجرى مكتب الأمم المتحدة لتنسيق الشؤون الإنسانية تقييماً لآثار التدابير الرامية إلى تخفيف القيود المفروضة على الوصول. وخلصوا إلى أنها لم تسفر عن تحسن كبير في سبل عيش الناس. ووجدوا أن "الطبيعة المحورية للقيود المتبقية" وتأثيرات ثلاث سنوات من الحصار الصارم حالت دون حدوث تحسن كبير في سبل العيش، ودعوا إسرائيل إلى إلغاء الحصار بالكامل بما في ذلك إزالة القيود المفروضة على استيراد مواد البناء وصادرات السلع. ورفع الحظر العام على حركة الأشخاص بين غزة والضفة الغربية عبر إسرائيل من أجل الامتثال لما وصفوه بالالتزامات المتعلقة بالقانون الإنساني الدولي والقانون الدولي لحقوق الإنسان.

#### الزيارات الدولية
أصبح الأمير القطري حمد بن خليفة آل ثاني أول زعيم أجنبي يزور القطاع منذ استيلاء حماس عليه. في 16 نوفمبر 2012، بعد وفاة أحمد جبريل، زار رئيس الوزراء المصري هشام قنديل القطاع، مما أدى إلى عرض وقف إطلاق نار قصير من قبل إسرائيل. كما زار وزير الخارجية التونسي رفيق عبد السلام ووزير الخارجية التركي أحمد داود أوغلو غزة في نوفمبر 2012.

### الميزانية الحالية
ويأتي معظم التمويل الإداري لقطاع غزة من الخارج كمساعدات، مع تقديم جزء كبير منه من قبل منظمات الأمم المتحدة مباشرة إلى التعليم والإمدادات الغذائية. ويأتي معظم الناتج المحلي الإجمالي لغزة البالغ 700 مليون دولار على شكل دعم إنساني واقتصادي مباشر من الخارج. ويتم دعم الجزء الأكبر من هذه الأموال من قبل الولايات المتحدة والاتحاد الأوروبي. وقد قدمت الجامعة العربية أجزاء من الدعم الاقتصادي المباشر، على الرغم من أنها لم تقدم الأموال إلى حد كبير وفقًا للجدول الزمني. ومن بين المصادر المزعومة الأخرى لميزانية إدارة غزة هي إيران. وقال مصدر دبلوماسي لرويترز إن إيران مولت حماس في الماضي بما يصل إلى 300 مليون دولار سنويا لكن تدفق الأموال لم يكن منتظما في 2011. وقال المصدر "الدفع معلق منذ أغسطس". وكانت حكومة الرئيس بشار الأسد في سوريا حليفا قويا وقناة للأموال الإيرانية. ولكن لاعتبارات طائفية في أعقاب الثورة في سوريا، قررت حماس إغلاق مكتبها السياسي في دمشق. وكان انفصال حماس عن سوريا يعني خفضاً حاداً في التمويل الذي تتلقاه من إيران. ورداً على ذلك، قامت حماس برفع الضرائب والرسوم بشكل كبير. إنشاء إدارتها المدنية الفخمة في غزة التي تصدر الأوراق والتراخيص والتأمين والعديد من الأذونات الأخرى - ودائمًا مقابل ضريبة أو رسم.
في يناير/كانون الثاني 2012، ذكرت بعض المصادر الدبلوماسية أن تركيا وعدت بتزويد إدارة هنية في قطاع غزة بمبلغ 300 مليون دولار لدعم ميزانيتها السنوية.
في أبريل 2012، وافقت حكومة حماس في غزة على ميزانيتها لعام 2012، والتي زادت بنسبة 25% على أساس سنوي عن ميزانية عام 2011، مما يشير إلى أن الجهات المانحة، بما في ذلك إيران والمحسنين في العالم الإسلامي والمغتربين الفلسطينيين، لا تزال تمول الحركة بشكل كبير. وقال رئيس لجنة الميزانية في برلمان غزة جمال نصار إن ميزانية عام 2012 تبلغ 769 مليون دولار، مقارنة بـ 630 مليون دولار في عام 2011.
ووفقاً لكاتب العمود توماس فريدمان في صحيفة نيويورك تايمز، فإن غزة تعرضت لإدارة سيئة للغاية من قبل حماس: حيث تضخ غزة كل مياه الشرب من طبقة المياه الجوفية الساحلية بمعدل ثلاثة أضعاف معدل التغذية المتجددة، ونتيجة لذلك، تتسرب المياه المالحة إلى الداخل. وفي عام 2013، قالت الأمم المتحدة إنه لن تكون هناك مياه صالحة للشرب في طبقة المياه الجوفية الرئيسية في غزة بحلول عام 2016. ولا يوجد في غزة محطة كبيرة لتحلية المياه وتفتقر إلى الكهرباء لتشغيلها على أي حال.